# Marqués de Riscal Szálloda
A Marqués de Riscal Szálloda (nevének jelentése: Riscal őrgrófja) egy különleges kinézetű luxushotel az észak-spanyolországi Elciego településen. A Marriott International lánc tagja.

## Története
A szállodát Frank Gehry tervezte, az építési munkákat 2003 és 2006 között a Ferrovial Agroman cég végezte 16 millió eurós költségvetésből. Az összes beépített terület elérte a 2000 m²-t. Mivel a területen a föld alatt régi borospincék húzódnak, ezért az építést nehezítette, hogy nem használhattak például nagy tömegű darukat. Az elkészült épületet 2006. október 10-én adtak át.

## Leírás
A szálloda a baszkföldi Araba tartományban található Elciego település déli részén található. A Vinos de los Herederos del Marqués de Riscal, azaz „Riscal őrgrófjának örököseinek borai” nevű borbirtokhoz tartozó modern épület éles kontrasztban áll a pincészet 1858-ban Ricardo Bellsolá tervei alapján épült központjával. A például bőrt, juharfát és márványt használó belső díszítéseket is Gehry tervezte, felhasználva többek között Alvar Aalto dizájnelemeit is.
A tetőt hatalmas, szabálytalan alakban meggyűrt szalagokhoz hasonló, titánból és acélból készült fémlemezek borítják, a falak elrendezése ugyancsak aszimmetrikus. A szállodában 43 lakóhelyiség található, amelyek közül 10 külön lakosztálynak számít. Ezek a szobák, amelyek között nincs két egyforma, összesen két épületrészbe vannak szétosztva, a két részt pedig egy látványos függőfolyosó köti össze. A szállodához tartozik Michelin-csillagos étterem, bisztró, vinotéka, százfős konferenciaterem, szépségszalon, valamint egy könyvtárral és kandallóval rendelkező VIP-szalon is. Utóbbihoz egy kilátó is tartozik, ahonnan Baszkföld és La Rioja autonóm közösség tájai is látszanak. A látogatók kipróbálhatják az úgynevezett vinoterápiát is.

## Képek

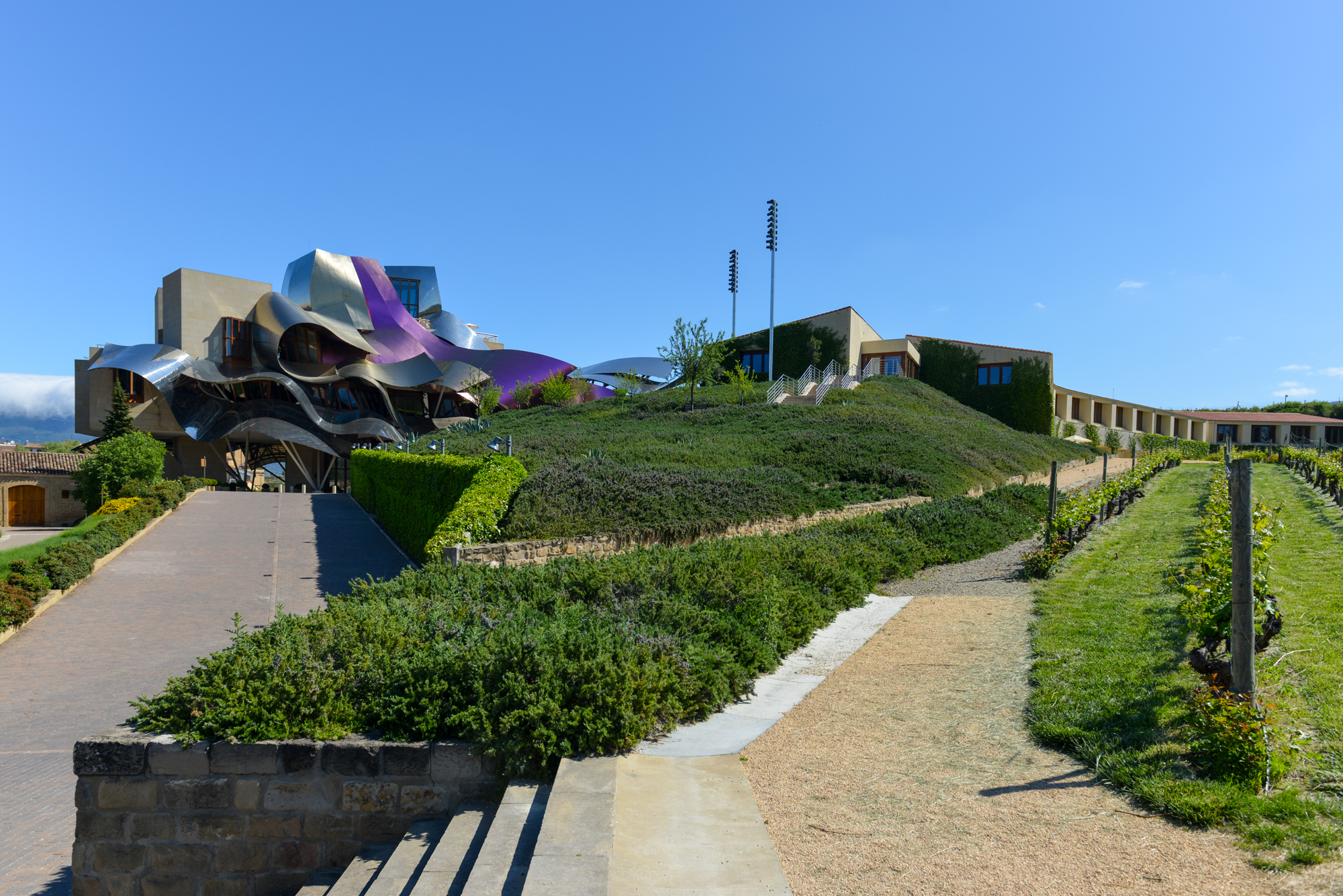
Az épület és környezete
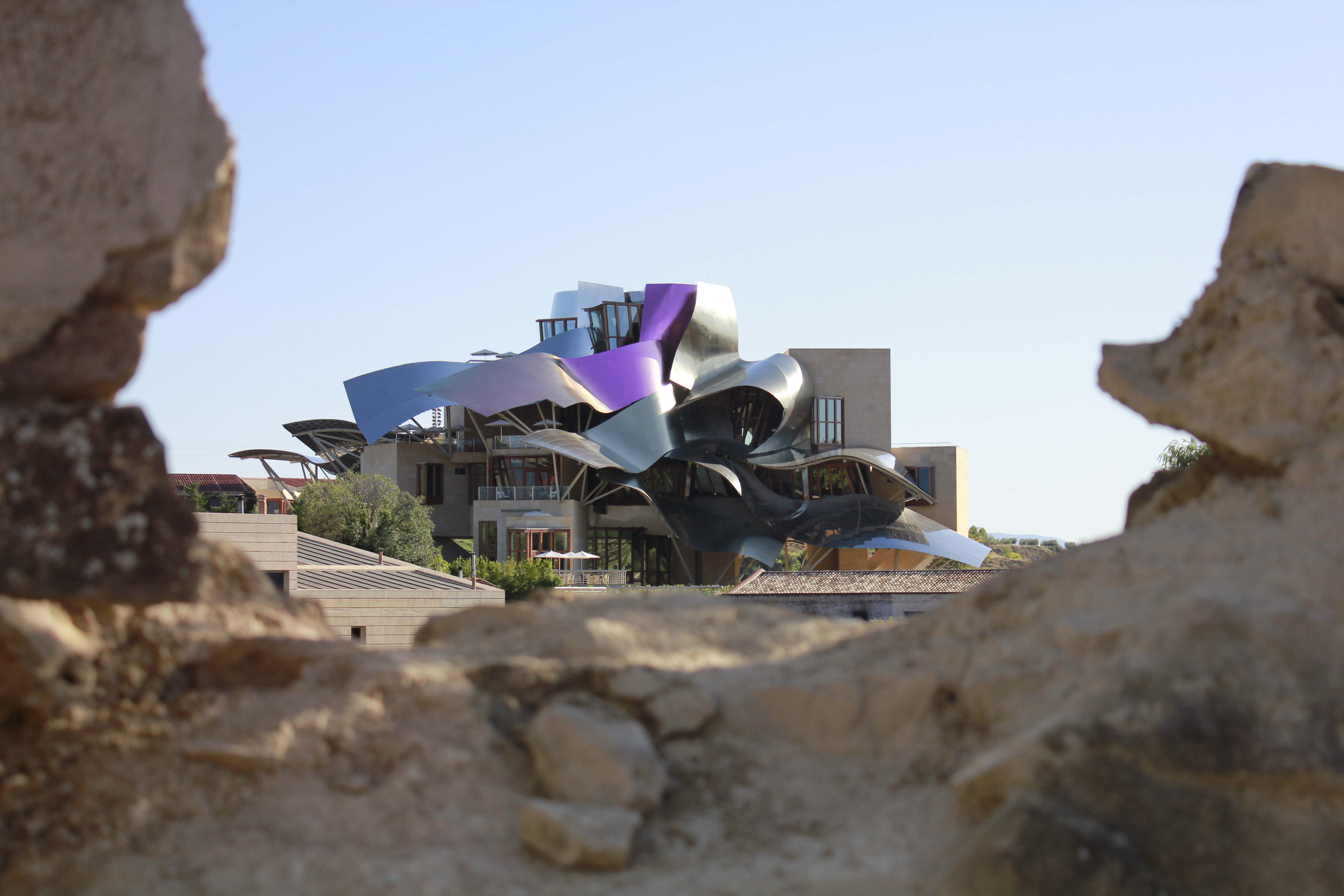
Az épület
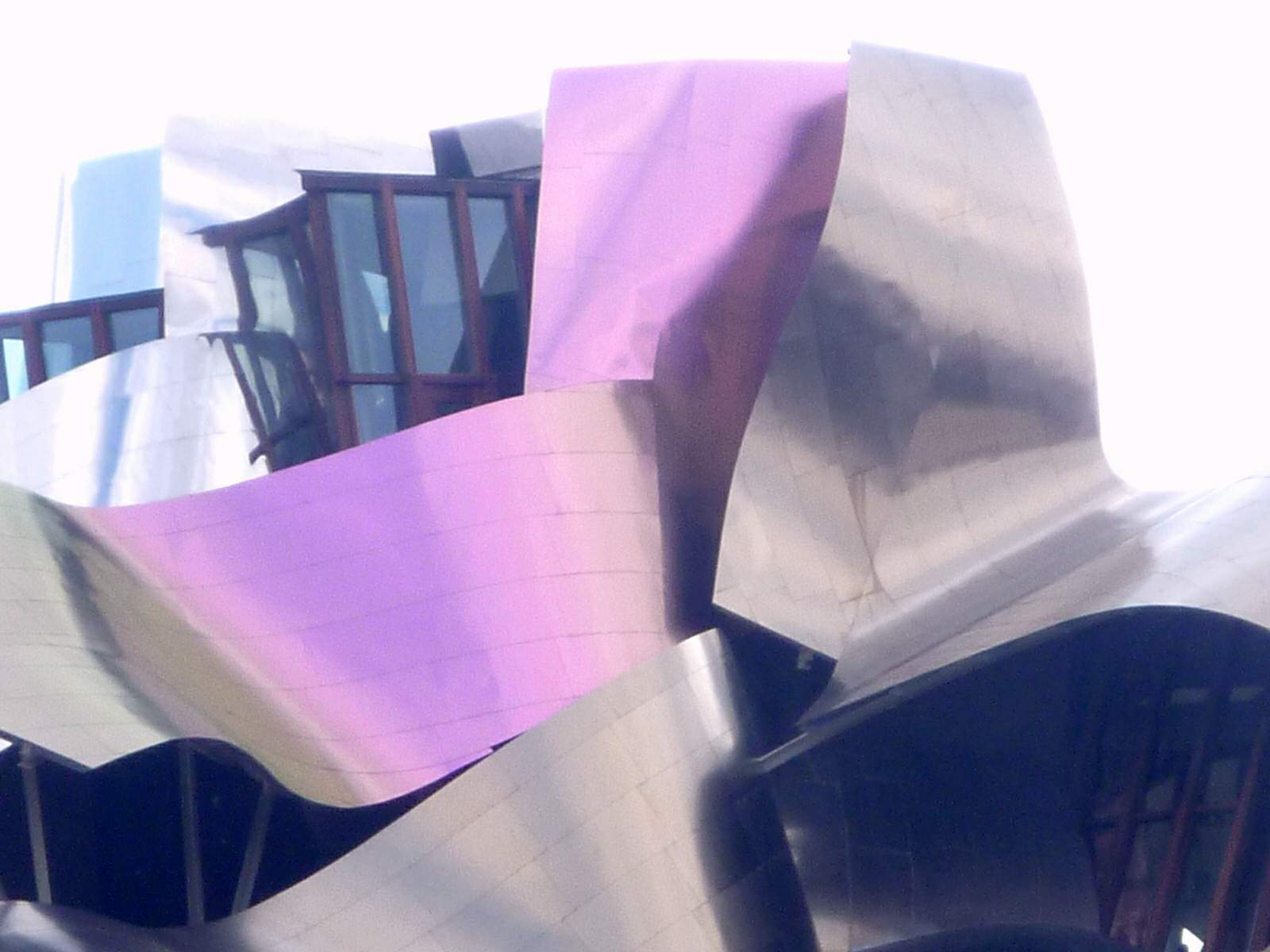
Részlet
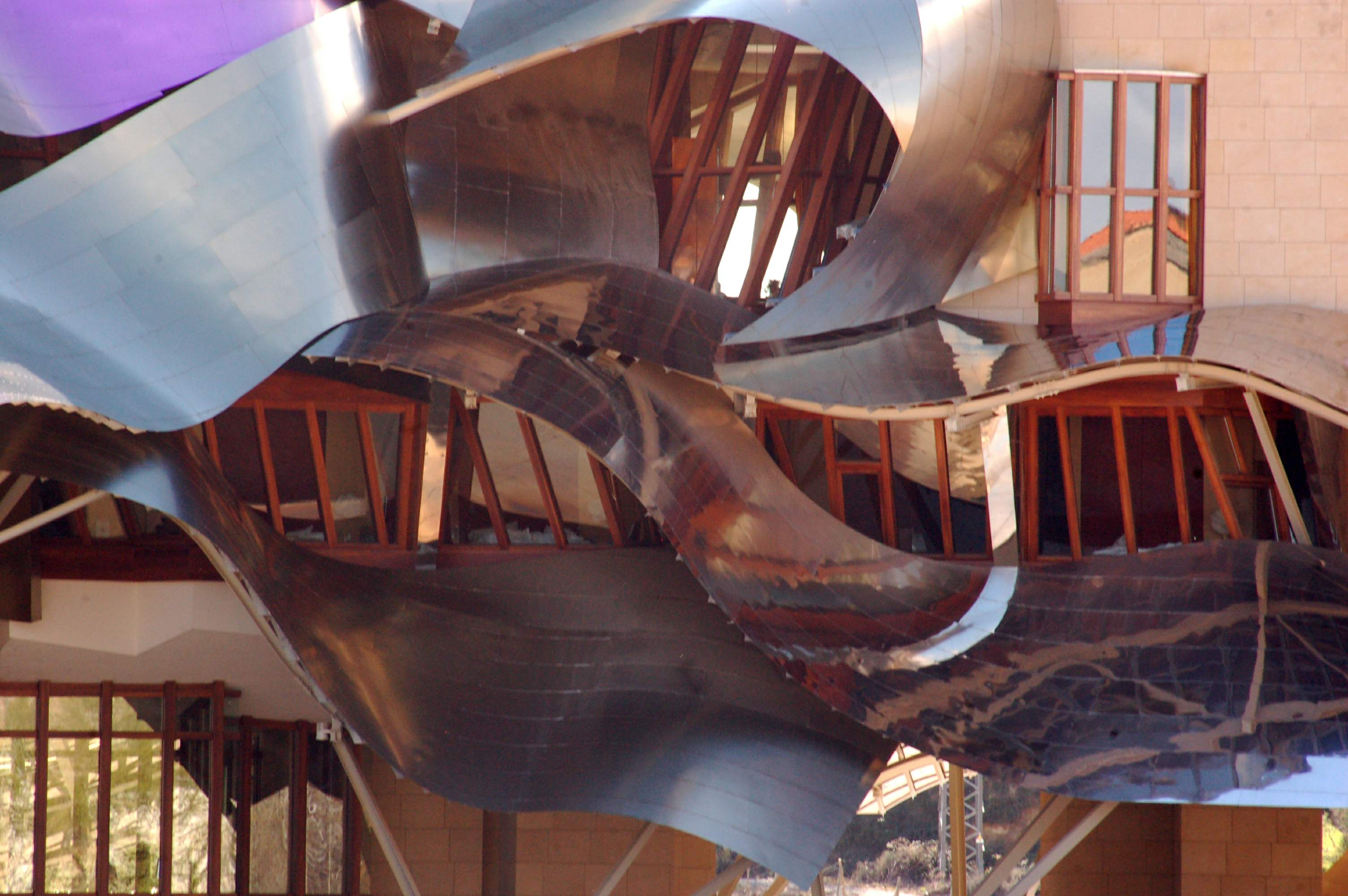
Részlet